# 日本基督教団中渋谷教会

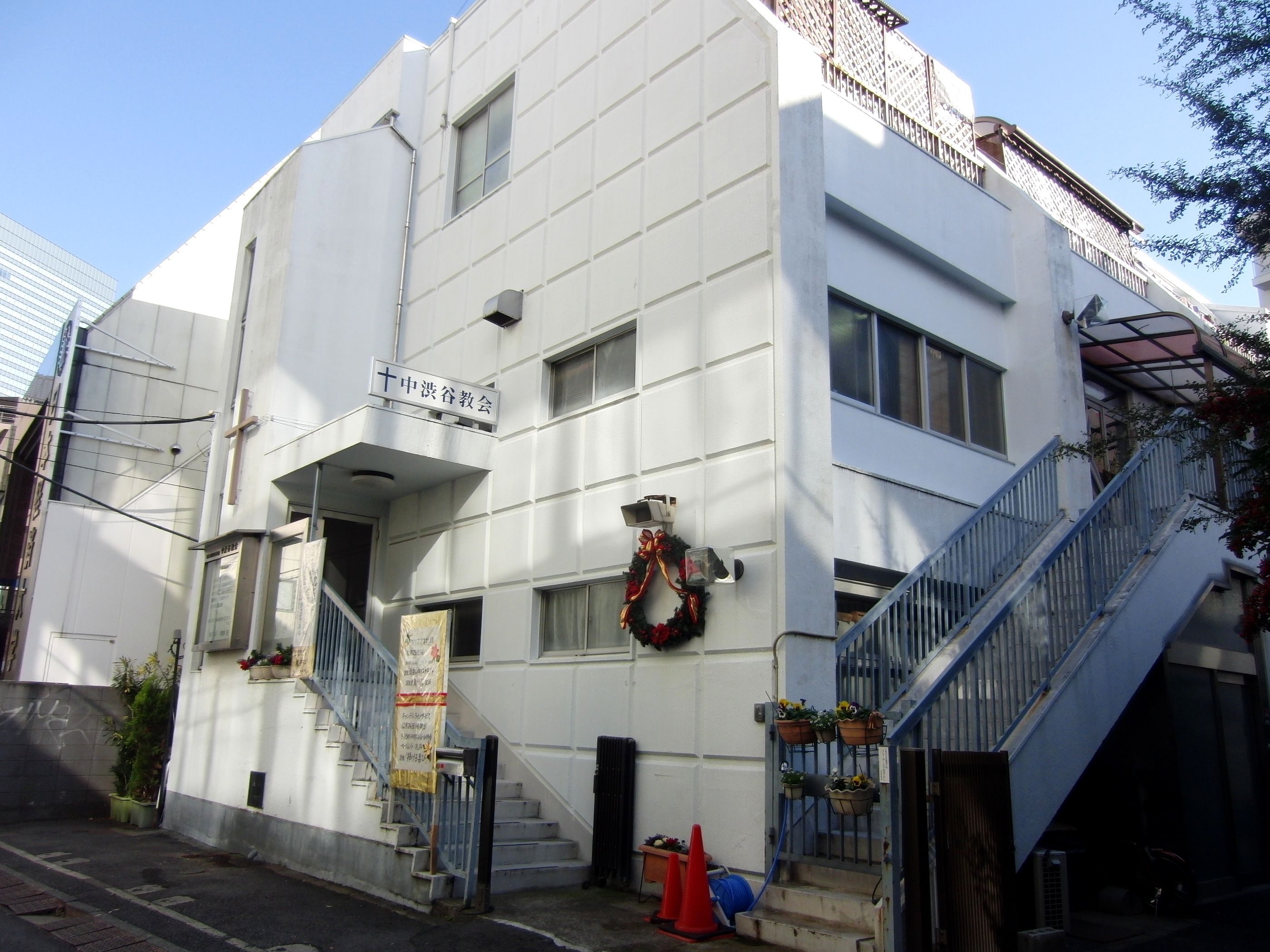
外観（移転前）

日本基督教団 中渋谷教会（にほんきりすときょうだん なかしぶやきょうかい）は、東京都渋谷区桜丘町にある日本基督教団所属の教会である。1917年（大正6年）、森有礼の三男である森明牧師によって設立された。宗教改革者ジャン・カルヴァンの流れを汲む、広い意味での改革派、長老派の伝統を継承した教会である。
毎週日曜日（主日）には、朝10時半からの礼拝だけでなく、夜18時半から行われる夕礼拝を行っている。

## 歴史
- 1914年（大正3年）12月24日 - クリスマスの機会に、東京府豊多摩郡中澁谷427番地に小さな家屋を借り、基督教講和所を開設。当時の信徒は、森明、片岡熙、深田定一とその家族8名であった。
- 1917年（大正6年）9月29日 - 植村正久の司式により建設式を行い、中澁谷日本基督教会と称し、牧師に森明、長老に片岡熙、石田三代治、堀口栄吉とした。
- 1929年（昭和4年）10月27日 - 山本茂男が牧師となる。
- 1935年（昭和10年）5月24日 - 敷地所有者の破産により、日本勧業銀行から敷地を購入。
- 1967年（昭和42年）7月1日 - 佐古純一郎（文芸評論家、二松学舎大学名誉教授）が牧師となる。
- 1975年（昭和50年）11月30日 - 新たな教会堂を建設。
- 1984年（昭和59年）5月6日 - 嶋田順好（青山学院大学教授）が牧師となる。
- 2001年（平成13年）4月1日 - 及川信が牧師となる。
- 2018年（平成30年）4月1日 - 本城仰太が牧師となる。
- 2020年（令和2年）5月 - 教会堂が桜丘町8-22から桜丘町8-17(Shibuya Sakura Stage内)へ移転した。